# قالی اصفهان

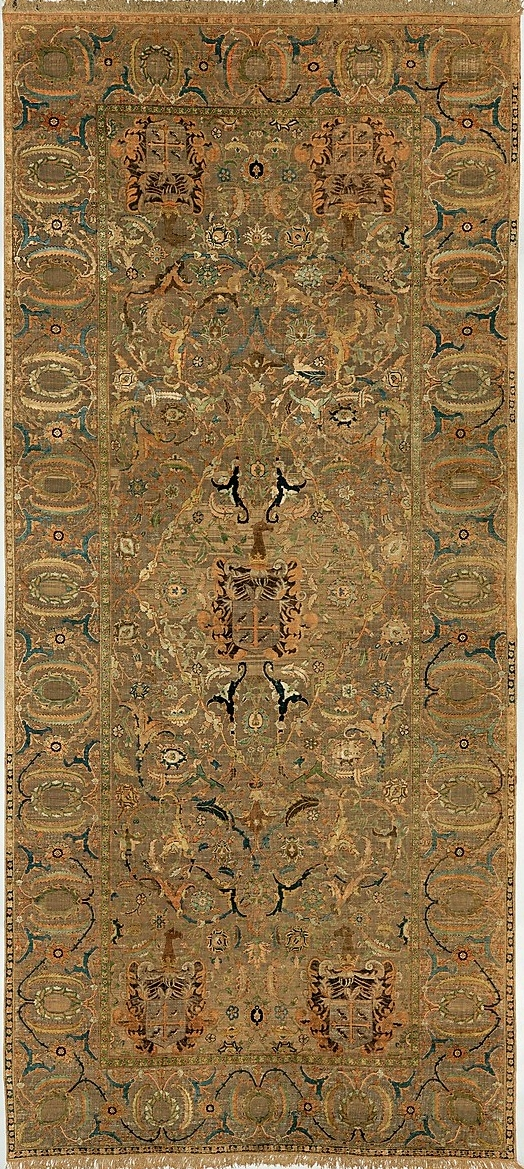
فرش اصفهانی ساخته شده از پنبه ابريشم و فلز متعلق به قرن ۱۷ میلادی

قالی اصفهان گونه‌ای قالی ایرانی است که در همین خطه یافت و تولید می‌شده‌است.

## تاریخچه
شاهان صفوی به قالی و قالیبافی بسیار علاقه‌مند بودند. کارگاههای قالی بافی دربار صفوی متصل به کاخ سلطنتی در جنوب عالی قاپو بین میدان شاه و چهل ستون، با استفاده از بهترین مواد اولیه همواره زیر نظر شخص شاه عباس بزرگ به کار می‌پرداختند. این توجه شاه صفوی موجب شد تا اصفهان آن روزگار سهم بزرگی را در بافت آثار برجای مانده در موزه‌های مختلف جهان را عهده‌دار گردد. حتی برخی از آن‌ها نظیر قالی‌های پلونز به سفارش پادشاه لهستان برای عروسی ولیعهد او بافته شد. این قالیهای ابریشمی، آراسته به تارهای طلا و نقره‌ است و شاید از محصولات کارگاههای درباری اصفهان در پایان قرن دهم و آغاز قرن یازدهم هجری می‌باشد.

## ساختار
دار مورد استفاده در اصفهان و توابع،دار عمودی است. وجود چوب دیگری به نام پله پیچ که از میان نخ‌های چله پائینی عبور می‌کند و به وسیله سیم‌های فلزی به زیر دار متصل می‌شود از امتیازات این دار است. در مراحل نهایی بافت و پایین کشی قالی و زمانی که به واسطه کوتاهی چله‌ها، عمل گره زدن چله‌های بالایی به سردار میسر نیست، با انتقال چوب پله پیچ به بالا و عبور چله‌های بالایی از میان آن و اتصال این چوب به سردار به کمک سیمهای فلزی بافت قالی ادامه می‌یابد. این عمل برای بافنده این امکان را فراهم می‌سازد تا بدون تغییر مکان به بافت بقیه قالی ادامه دهد. 
در بافت بخش‌های ساده، معمولاً از گره جفتی استفاده می‌شود و قسمتهای ظریف با گره تکی پر می‌شود. برخی بافندگان در بافت قسمت‌های ظریف نقشه، از خامه‌های ظریف تری استفاده 
می‌کنند و خامه ضخیم تر را در بافت زمینه ساده و بخش‌های یکنواخت به کار می‌برند. در نتیجه بخش‌هایی که با پرز خامه ظریف تر بافته شده، به پایین زدگی دچار می‌شود.
تار وپود فرش‌های اصفهان از پنبه و گاه از پشم است، تار و پود قالی‌های ابریشمی اصفهان از ابریشم می‌باشند. قالی‌های زر بفت اصفهان یادآور قالیچه‌های پولونز که تار و پودشان از نخ‌های گرانبهاست می‌باشد.

## ابعاد
در اصفهان قالیچه‌ها و فرش‌هایی در اندازه‌های ذرع و چارک، ذرع و نیم، دو ذرعی، پرده‌ای و فرش‌های شش متری و گاهی بزرگ‌تر بافته می‌شو. فرش‌های ظریف بافت و گل ابریشم اصفهان با طرح‌های آن همواره از شهرت بسیار زیادی در بازارهای جهان برخوردار بوده‌اند.